# Костенківсько-вілендорфська культура
Костенківсько-вілендорфська культура, Костеківсько-вілендорфська спільність культур (анг. Kostenki-Willendorf culture) — археологічний комплекс локальних культур пізнього палеоліту центральної Європи і Руської рівнини.
Її узагальнюють зі Східним Граветом. (Див. також Гравет).
Науково датується 30,000(початок в Австрії і Моравії)-20,000 роками до н.е.
Спільність культур Моравії, Польщі, долини річок Прип'яті, Десни, горішнього Дніпра, Дону склалася в результаті руху племен з Моравії вздовж долин Вісли, Прип'яті, Десни до Дону слідом за мігруючими тваринами. Міграція тварин була спричинена різким потеплінням.
Характерний виріб мистецтва, що відрізняє культуру від інших — фігури Венери. Найвідоміша — Вілендорфська Венера (датована 30,000-27,000 роками до н. е.) з Нижньої Австрії, була виготовлена не з місцевого кременя. Це вказує на міграцію племен культури з іншого краю. Як вважають, була статуєткою богині Землі і застосовувалася вагинально.
На території Росії в Подонні існувала місцева культура, частина К.-в. к-ри — Костенківсько-авдіївська культура.
Територіально і етнічно культура поклала основу для спільності східно- і західнослов'янських територій, де згодом сформувалися слов'янські народи. Племена культури можна вважати першими пращурами слов'ян, що осіли на території слов'янської колиски.
Значна пам'ятка: стоянка Вілендорф, Костенки.
| Атерійський наконечник | Це незавершена стаття з археології. Ви можете допомогти проєкту, виправивши або дописавши її. |